# Giuseppe Zigiotti
Giuseppe Zigiotti (Cordovado, 1897 – ...) è stato un militare, politico e sindacalista italiano, decorato di Medaglia d'oro al valor militare.

## Storia
Nasce a Cordovado (UD) nel 1897; nel 1916 consegue il diploma in Ragioneria a Treviso.
Nell'ottobre del 1916 viene chiamato alle armi e nell'aprile del 1917 viene nominato aspirante ed assegnato al 2º reggimento fanteria ed in seguito ad uno dei Reparti mitraglieri "St. Etienne", ove rimarrà in servizio fino al 1920 quando verrà congedato con il grado di Tenente.
Nel 1923 effettua l'iscrizione alla Milizia Volontaria per la Sicurezza Nazionale e nello stesso anno viene eletto sindaco di Cordovado, carica che ricoprirà fino al 1926.
Nel marzo del 1936 giunge in Africa Orientale Italiana come volontario, venendo assegnato alla Compagnia CC. NN. "B", e nel novembre del 1936 viene promosso a Capitano. Nel 1939 rimpatria dall'Africa Orientale Italiana, venendo assegnato al 49º Reggimento Fanteria ove rimarrà in servizio per pochi giorni, per poi essere posto in congedo il settembre dello stesso anno.
Nell'ottobre del 1940 viene richiamato a domanda ed assegnato al 71º reggimento fanteria per essere integrato nel neo costituito XLIII battaglione M.T. "bis" ove rimarrà fino all'aprile 1941, quando viene trasferito alla sezione militare di censura di Treviso e viene promosso a Primo seniore.
A gennaio 1942 viene assegnato a seguito di richiesta alla sezione sanità della 52ª Divisione fanteria "Torino", operante nella Campagna italiana di Russia, ricevendo la promozione a Maggiore ed il comando dell'Ufficio assistenza e propaganda della divisione, ove riceve un encomio per l'attività patriottica svolta nei territori occupati. Il 22 dicembre 1942 durante la Battaglia di Arbuzovka viene catturato e fatto prigioniero in Unione Sovietica, nonostante la prigionia, nel gennaio 1952 viene promosso a Tenente colonnello, venendo rimpatriato a gennaio del 1954. Per il coraggio e la resistenza alle violenze subite durante la prigionia riceve la Medaglia d'oro al valor militare.
A seguito del rimpatrio viene integrato nell'Esercito Italiano e viene assegnato al 2º Reparto Autonomo del Ministero della difesa presso il quale rimane in servizio fino al 1957, quando viene assegnato al Commissariato generale per le onoranze ai caduti in guerra.
Nell'aprile del 1959 viene congedato.
Durante la sua vita, oltre alla carriera militare e politica, ha ricoperto anche incarichi apicali nell'ambito sindacalistico dei lavoratori agricoli sia nel Regno d'Italia (1861-1946) che nella neocostituita Africa Orientale Italiana, inoltre è stato presidente dell'Associazione Nazionale d'Arma Milizia e componente della Giunta dell'Associazione nazionale volontari di guerra ed è stato iscritto all'Albo dei Giornalisti.

### Vita privata
Era sposato ed aveva una figlia.